# Guillaume Guillon Lethière
Guillaume Guillon Lethière, född den 10 januari 1760 på Guadeloupe, död den 22 april 1832 i Paris, var en fransk målare. 
Lethière, som var elev av Doyen, var en på sin tid särskilt ansedd historiemålare, i vars flitigt besökta ateljé en mängd konstnärer utbildades i klassiskt måleri efter Davids formler. Hans Brutus dömer sina söner till döden (1801), i vars nakna gestalter man märker studierna efter romerska skulpturer, vann stort bifall, väl också på grund av dess republikanska tendenser; en bild med liknande andemening (liksom det förra nu i Louvrens samlingar) är Virginias död, som först utställdes 1831 och då i sitt klassicistiska snitt starkt kontrasterade mot de nyare konstriktningarna. Lethière var 1811—20 direktör för franska akademin i Rom, 1825 blev han professor vid École des beaux-arts. Bilder av honom finns i Versailles, museer i Amiens (Aeneas och Dido 1819), Bordeaux (Den helige Ludvig besöker en pestsjuk 1822) och på andra ställen.